# 沧浪号劫机事件
沧浪号劫机事件（韩语：／）发生于1958年2月16日，韩国国家航空公司（现大韩航空的前身）的DC-3客机被朝鲜民主主义人民共和国的特务劫持。这次事件是韩国航空史上首宗劫机事件。

## 劫机过程
1958年，韩国国家航空公司DC-3（飞机注册编号：HL106，名为“沧浪号”）客机载着30名乘客、3名机组人员以及1名美军军事顾问团人员从釜山飞往汉城。飞机在11点30分起飞，但是飞到平泽上空时，被数名特务劫持。劫持者要求客机飞往平壤，结果飞机强制降落在朝鲜平壤市的平壤顺安国际机场。
朝鲜通过媒体宣布一架韩国国家航空公司的飞机向朝鲜当局投诚。
2月20日，韩国警方宣布朝鲜特务金泽善等3人是此次劫机的主犯。5天之后，警方以“帮助特务执行此计划”为理由，逮捕奇德永等3人。
韩国国会在2月22日通过‘谴责朝鲜劫持民航机’的决议，政府向16个“韩战参战国”发表了协助信息。两天后，这些国家通过军事停火委员会要求朝鲜当局释放乘客和机组人员，返还机体。朝鲜在1958年3月6日，释放了除一名空服人员，一名婴儿等7人之外的其他人员。
但是朝鲜没有返还飞机。这使韩国国家航空公司经营上遭受很大的打击。
被韩国当局逮捕的奇德永等3人中，除奇德永判有期徒刑7年外其余两人均无罪释放。